# ناماور (روستا)
ناماور، روستایی از توابع بخش مرکزی شهرستان فیروزکوه در استان تهران ایران است.

## زبان
مردم این روستا به زبان مازندرانی صحبت می کنند.

## جمعیت
این روستا در دهستان شهرآباد قرار دارد و براساس سرشماری مرکز آمار ایران در سال ۱۳۸۵، جمعیت آن ۲۷۴ نفر (۷۶خانوار) بوده‌است.